# Tour de Alberta 2016
La 4.ª edición del Tour de Alberta se corrió entre el 1 y el 5 de septiembre de 2016. El recorrido consistió de un total de 5 etapas sobre una distancia total de 606,3 km.
La carrera formó parte del calendario UCI America Tour 2016 dentro de la categoría 2.1 y fue ganada por el ciclista estadounidense Robin Carpenter del equipo continental Holowesko-Citadel-Hincapie Sportswear.

## Equipos participantes
Tomaron la partida un total de 14 equipos, de los cuales 2 fue de categoría UCI WorldTeam, 1 Continental Profesional, 9 Continentales y una selección nacional, quienes conformaron un pelotón de 99 ciclistas de los cuales terminaron 83.
| WorldTeams (2)- Trek-Segafredo - Cannondale-Drapac Equipo continental profesional- UnitedHealthcare Equipos continentales (9)- Axeon-Hagens Berman - Holowesko-Citadel-Hincapie Sportswear - Amore & Vita-Selle SMP - H&R Block - Jelly Belly-Maxxis - Lupus Racing - Rally Cycling - Silber - Skydive Dubai-Al Ahli Club Equipo nacional- Canadá |
| |

## Etapas
| Etapa     | Fecha    | Recorrido                      | type                    | Distancia (km) | Ganador       | Líder           |
| --------- | -------- | ------------------------------ | ----------------------- | -------------- | ------------- | --------------- |
| 1.ª etapa | 1 de sep | Lethbridge – Lethbridge        | etapa escarpada         | 106,9          | Colin Joyce   | Colin Joyce     |
| 2.ª etapa | 2 de sep | Kananaskis Village – Olds      | etapa escarpada         | 182            | Tanner Putt   | Colin Joyce     |
| 3.ª etapa | 3 de sep | Rocky Mountain House – Drayton | etapa escarpada         | 181,2          | Evan Huffman  | Evan Huffman    |
| 4.ª etapa | 4 de sep | Edmonton – Edmonton            | contrarreloj individual | 12,1           | Bauke Mollema | Robin Carpenter |
| 5.ª etapa | 5 de sep | Edmonton – Edmonton            | etapa escarpada         | 124,1          | Paco Mancebo  | Robin Carpenter |

## Clasificaciones
Las clasificaciones finalizaron de la siguiente forma:

### Clasificación general
| \| Clasificación general \| Clasificación general \| Clasificación general \| Clasificación general \| Clasificación general \| \| Ciclista \| Ciclista \| Equipo \| Tiempo \| \| \| --------------------- \| --------------------- \| ------------------------------------- \| --------------------- \| --------------------- \| \| 1.º \| Robin Carpenter \| Holowesko-Citadel-Hincapie Sportswear \| 13 h 35 min 31 s \| \| \| 2.º \| Bauke Mollema \| Trek-Segafredo \| + 1 s \| \| \| 3.º \| Evan Huffman \| Rally Cycling \| + 7 s \| \| \| 4.º \| Colin Joyce \| Axeon-Hagens Berman \| + 18 s \| \| \| 5.º \| Alexander Cataford \| Silber Pro Cycling \| + 32 s \| \| \| 6.º \| Daniel Eaton \| UnitedHealthcare \| + 35 s \| \| \| 7.º \| Nigel Ellsay \| Silber Pro Cycling \| + 52 s \| \| \| 8.º \| Antoine Duchesne \| Direct Énergie \| + 53 s \| \| \| 9.º \| Alex Howes \| Cannondale-Drapac \| + 1 min 01 s \| \| \| 10.º \| Angus Morton \| Jelly Belly-Maxxis \| + 1 min 03 s \| \| |                    |                                       |                  |
| |                    |                                       |                  |
| Fuente: ProCyclingStats |                    |                                       |                  |
| Clasificación general |                    |                                       |                  |
| Ciclista | Ciclista           | Equipo                                | Tiempo           |
| 1.º | Robin Carpenter    | Holowesko-Citadel-Hincapie Sportswear | 13 h 35 min 31 s |
| 2.º | Bauke Mollema      | Trek-Segafredo                        | + 1 s            |
| 3.º | Evan Huffman       | Rally Cycling                         | + 7 s            |
| 4.º | Colin Joyce        | Axeon-Hagens Berman                   | + 18 s           |
| 5.º | Alexander Cataford | Silber Pro Cycling                    | + 32 s           |
| 6.º | Daniel Eaton       | UnitedHealthcare                      | + 35 s           |
| 7.º | Nigel Ellsay       | Silber Pro Cycling                    | + 52 s           |
| 8.º | Antoine Duchesne   | Direct Énergie                        | + 53 s           |
| 9.º | Alex Howes         | Cannondale-Drapac                     | + 1 min 01 s     |
| 10.º | Angus Morton       | Jelly Belly-Maxxis                    | + 1 min 03 s     |

### Clasificación por puntos
| Clasificación por puntos | Clasificación por puntos | Clasificación por puntos              | Clasificación por puntos | Clasificación por puntos |
| Ciclista                 | Ciclista                 | Equipo                                | Puntos                   |                          |
| ------------------------ | ------------------------ | ------------------------------------- | ------------------------ | ------------------------ |
| 1.º                      | Colin Joyce              | Axeon-Hagens Berman                   | 36 pts                   |                          |
| 2.º                      | Evan Huffman             | Rally Cycling                         | 29 pts                   |                          |
| 3.º                      | Robin Carpenter          | Holowesko-Citadel-Hincapie Sportswear | 28 pts                   |                          |

### Clasificación de la montaña
| Clasificación de la montaña | Clasificación de la montaña | Clasificación de la montaña | Clasificación de la montaña | Clasificación de la montaña |
| Ciclista                    | Ciclista                    | Equipo                      | Puntos                      |                             |
| --------------------------- | --------------------------- | --------------------------- | --------------------------- | --------------------------- |
| 1.º                         | Danilo Celano               | Amore & Vita-Selle SMP      | 72 pts                      |                             |
| 2.º                         | Matthieu Jeannes            | Lupus Racing                | 57 pts                      |                             |
| 3.º                         | Peter Stetina               | Trek-Segafredo              | 32 pts                      |                             |

### Clasificación sub-23
| Clasificación sub-23 | Clasificación sub-23 | Clasificación sub-23 | Clasificación sub-23 | Clasificación sub-23 |
| Ciclista             | Ciclista             | Equipo               | Tiempo               |                      |
| -------------------- | -------------------- | -------------------- | -------------------- | -------------------- |
| 1.º                  | Colin Joyce          | Axeon-Hagens Berman  | 13 h 35 min 49 s     |                      |
| 2.º                  | Nigel Ellsay         | Silber Pro Cycling   | + 34 s               |                      |
| 3.º                  | Tyler Williams       | Axeon-Hagens Berman  | + 2 min 03 s         |                      |

### Clasificación por equipos
| Clasificación por equipos | Clasificación por equipos             | Clasificación por equipos | Clasificación por equipos |
| Equipo                    | Equipo                                | Tiempo                    |                           |
| ------------------------- | ------------------------------------- | ------------------------- | ------------------------- |
| 1.º                       | Silber                                | 40 h 50 min 44 s          |                           |
| 2.º                       | Holowesko-Citadel-Hincapie Sportswear | + 1 min 01 s              |                           |
| 3.º                       | Trek-Segafredo                        | + 1 min 16 s              |                           |